# 桜、舞う
「桜、舞う」（さくら、まう）は、1992年2月～3月に、NHKの音楽番組『みんなのうた』で放送された楽曲。作詞：松本隆、作曲：馬飼野康二、編曲：馬飼野康二・光宗信吉、歌：井上あずみ。

## 概要
雨上がりの日の満開の桜の下で出会った男性を想う女性の視点と桜の花吹雪を歌っている。曲調は和風で、演奏は主に尺八や琴で構成されている。
井上あずみは『みんなのうた』初登場であり、本楽曲からおよそ15年後の2007年4月より番組ナレーションを13年間務めた。
当初の映像は淡墨桜の実写映像を背景に「北平千也孝」による日本舞踊の合成映像が流れていたが、途中から淡墨桜の映像のみに変更した。変更理由は不明である。